# Pidhorodna
Pidhorodna (ukrainien : Підгородна, russe : Подгородная) est une commune urbaine de l'oblast de Mykolaïv, en Ukraine. Elle compte 2 179 habitants en 2021.